# Lubocz
Lubocz [pronunciación en polaco: /ˈlubɔt͡ʂ/] es un pueblo ubicado en el distrito administrativo de Gmina Rzeczyca, dentro del condado de Tomaszów Mazowiecki, Voivodato de Łódź, en el centro de Polonia. Se encuentra a unos 7 kilómetros al este de Rzeczyca, a 27 kilómetros al este de Tomaszów Mazowiecki, y a 67 kilómetros al este de la capital regional Łódź.